# Helophilus consimilis
Helophilus consimilis là một loài ruồi trong họ Ruồi giả ong (Syrphidae). Loài này được Malm mô tả khoa học đầu tiên năm 1863. Helophilus consimilis phân bố ở vùng Cổ Bắc giới